# Ла Соледад Позо Но. 1, Хаиме Таланкон Е. (Гвадалупе)
Ла Соледад Позо Но. 1, Хаиме  Таланкон Е. (шп. La Soledad Pozo No. 1, Jaime H. Talancón E.) насеље је у Мексику у савезној држави Закатекас у општини Гвадалупе. Насеље се налази на надморској висини од 2140 м.

## Становништво
Према подацима из 2005. године у насељу је живело 5 становника.

### Хронологија
| Година       | 2000 | 2005 |
| ------------ | ---- | ---- |
| Становништво | 5    | 5    |

### Попис
| # | Индикатор                        | Вредност |
| - | -------------------------------- | -------- |
| 1 | Укупно појединачних домаћинстава | 1        |